# Нивелирная рейка

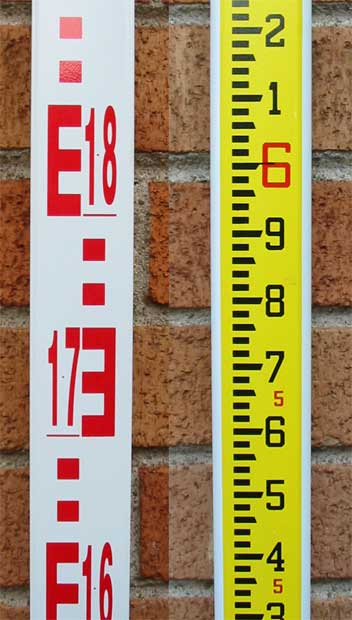
Современная нивелирная рейка, вид с двух сторон. Одна сторона проградуирована в метрической системе (слева), другая в дюймах (Imperial units)

Нивелирная рейка — измерительная мера в виде рейки применяемая при измерениях  превышений (разности высот двух точек на местности) с помощью нивелира или другого геодезического оборудования.
Изготавливается из дерева или алюминия. Для особо точных измерений изготавливают рейки из инвара.
Изображение чисел на шкале рейки может быть как с прямым отображение, так и перевернутым (т. к. в старых нивелирах изображение было перевернутым).

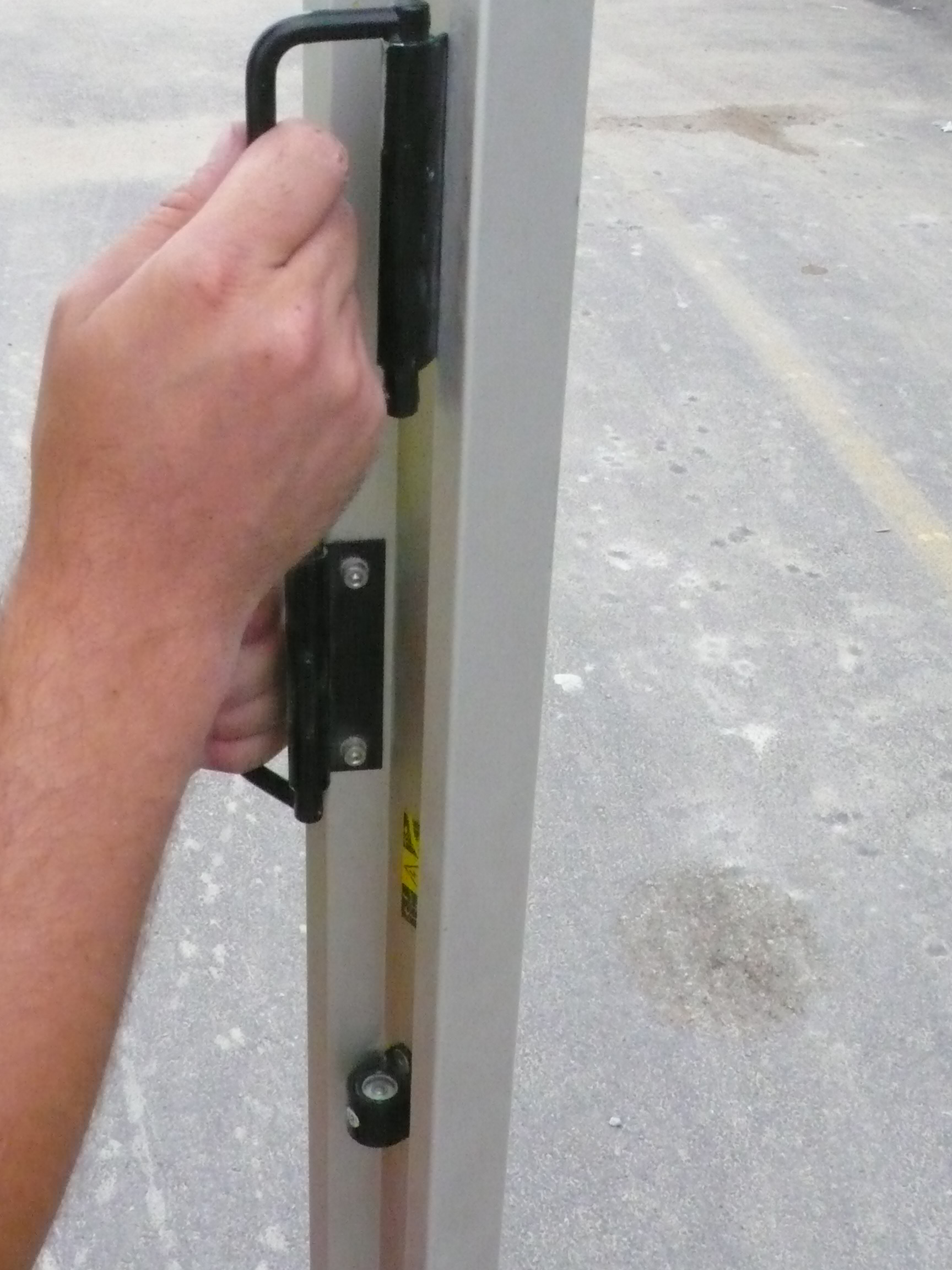
Трехметровая Нивелирная рейка из инвара с сферическим индикатором уровня